# Alejandro Castro Flores
Alejandro Castro Flores (* 27. März 1987 in Mexiko-Stadt) ist ein mexikanischer Fußballspieler. Seit 2016 spielt er bei den UNAM Pumas in der mexikanischen ersten Liga, ist aber aktuell an den Ligakonkurrenten Santos Laguna verliehen.

## Karriere

### Verein
Castro begann seine Karriere beim CD Cruz Azul. Sein Debüt gab er am 17. Spieltag der Apertura 2005/06. Am 1. Spieltag der Champions League 2008/09 gegen den CD Marathón gab er sein internationales Debüt. Cruz Azul erreichte das Finale, scheiterte jedoch am Ligakonkurrenten CF Atlante. 2010 erreichte man ebenfalls das Finale scheiterte jedoch abermals an einem Ligakonkurrenten, diesmal am CF Pachuca. Im Januar 2012 wurde er für ein halbes Jahr an den Ligakonkurrenten CD Estudiantes Tecos ausgeliehen. 2014 konnte Castro mit Cruz Azul wieder das Finale der Champions League erreichen und diesmal den Ligakonkurrenten Deportivo Toluca besiegen und somit den Titel erringen. 2015 wurde er an die UNAM Pumas verliehen.

### Nationalmannschaft
Castro wurde für den Gold Cup 2013 nominiert. Sein Debüt für die Nationalmannschaft gab er am 1. Spieltag des Turniers gegen Panama. Mexiko schied im Halbfinale aus.